# 石本努
石本 努（いしもと つとむ、1973年2月4日 - ）は、長崎県諫早市小川町出身の元プロ野球選手（外野手）。右投左打（入団時は右打。その後両打を経て現役中盤からは左打）。現在は、北海道日本ハムファイターズのスカウトを務めている。

## 経歴

### プロ入り前
別府大学付属高校（現:明豊高校）時代は、100メートル10秒7という俊足の内野手（二塁手）で3番を打っていた。3年の夏の大会は3回戦敗退。高校通算131盗塁。
1990年のプロ野球ドラフト会議で日本ハムファイターズから2位指名を受け入団。

### プロ入り後
プロ入り後もファームでは内野がメインだったが、後に俊足を買われて外野手に転向した。
1992年にイースタン・リーグの試合中に右頬を陥没骨折。
1995年に一軍初出場を果たす。
1997年には脱臼を繰り返していた右肩を手術。その影響で右腕が肩から上に上がらなくなったため、肩の手術後は弱肩になった（一塁から二塁へのタッチアップをされたこともある）。しかしこの2度の大怪我を克服し、以後は持ち前の柔らかいバッティングと走力を生かした広い守備範囲でスターティングメンバーに名を連ねることが多くなった。
1999年6月8日から同7月2日にかけて、16試合連続安打を記録した。ビッグバン打線の2000年には開幕戦先発出場も果たしている。
2004年に起こったプロ野球再編問題から発展した日本初のプロ野球ストライキ明けの初戦となった9月20日の対福岡ダイエーホークス戦（札幌ドーム）試合前に「一昨日、昨日と試合できなくてゴメンJoy」と称し、5名の同僚外野手で『秘密戦隊ゴレンジャー』のかぶりもの（仮面）を被ってシートノックを受けるというパフォーマンスを披露した（アカレンジャー：森本稀哲、アオレンジャー：島田一輝、キレンジャー：新庄剛志、モモレンジャー：石本、ミドレンジャー：坪井智哉）。
2005年9月19日の対西武ライオンズ戦（札幌ドーム）でも新庄、森本、稲葉篤紀、小谷野栄一との5名で同じデザインのかぶりもの（新庄の顔を模った仮面で「SHINJO5」と命名）を被り、ユニフォームも全員で「背番号：1、背ネーム：SHINJO」のものを着用して試合前シートノックを受けている。2005年は若手の台頭などで出番が減少していき、オフに戦力外通告を受けてそのまま現役を引退。

### 引退後
チームのスカウトを務めている。
2007年の交流戦ではスコアラーとしてベンチ入りし、データを駆使してチームの初優勝に大きく貢献した。

## エピソード

### 誤情報
日本スポーツ出版社の2000プロ野球12球団全選手百科名鑑では、寸評として、「昨年は6月から7月にかけて16試合連続安打」という真実の情報の後に、「オールスターにも出場した」と、虚偽の情報が掲載されていた（この年はフレッシュオールスターにも出場していないので、それとの混同ということではない）。さらに、その後2005年の引退まで、同誌名鑑では石本の欄にオールスター出場歴が記録されていた。

### 応援歌
日本ハム応援団による彼の応援歌には、曲中で足を踏みならしながら歌うというギミックが用いられていた。

## 詳細情報

### 年度別打撃成績
| 年 度      | 球 団      | 試 合 | 打 席 | 打 数 | 得 点 | 安 打 | 二 塁 打 | 三 塁 打 | 本 塁 打 | 塁 打 | 打 点 | 盗 塁 | 盗 塁 死 | 犠 打 | 犠 飛 | 四 球 | 敬 遠 | 死 球 | 三 振 | 併 殺 打 | 打 率 | 出 塁 率 | 長 打 率 | O P S |
| ---------- | ---------- | ----- | ----- | ----- | ----- | ----- | -------- | -------- | -------- | ----- | ----- | ----- | -------- | ----- | ----- | ----- | ----- | ----- | ----- | -------- | ----- | -------- | -------- | ----- |
| 1995       | 日本ハム   | 2     | 1     | 1     | 0     | 0     | 0        | 0        | 0        | 0     | 0     | 1     | 0        | 0     | 0     | 0     | 0     | 0     | 0     | 0        | .000  | .000     | .000     | .000  |
| 1996       | 日本ハム   | 24    | 69    | 64    | 12    | 18    | 2        | 2        | 1        | 27    | 4     | 7     | 3        | 2     | 0     | 3     | 0     | 0     | 11    | 0        | .281  | .313     | .422     | .735  |
| 1998       | 日本ハム   | 2     | 0     | 0     | 0     | 0     | 0        | 0        | 0        | 0     | 0     | 0     | 1        | 0     | 0     | 0     | 0     | 0     | 0     | 0        | ----  | ----     | ----     | ----  |
| 1999       | 日本ハム   | 84    | 295   | 260   | 28    | 79    | 5        | 5        | 2        | 100   | 20    | 13    | 9        | 12    | 1     | 22    | 0     | 0     | 51    | 3        | .304  | .357     | .385     | .742  |
| 2000       | 日本ハム   | 69    | 167   | 147   | 29    | 33    | 3        | 2        | 0        | 40    | 5     | 9     | 5        | 7     | 1     | 12    | 0     | 0     | 24    | 0        | .224  | .281     | .272     | .553  |
| 2001       | 日本ハム   | 51    | 143   | 122   | 18    | 30    | 2        | 1        | 0        | 34    | 3     | 9     | 3        | 9     | 1     | 10    | 0     | 1     | 30    | 0        | .246  | .306     | .279     | .585  |
| 2002       | 日本ハム   | 35    | 116   | 100   | 14    | 24    | 2        | 2        | 2        | 36    | 6     | 10    | 3        | 10    | 0     | 4     | 0     | 2     | 25    | 0        | .240  | .283     | .360     | .643  |
| 2003       | 日本ハム   | 99    | 351   | 308   | 45    | 76    | 12       | 1        | 0        | 90    | 20    | 20    | 6        | 10    | 0     | 33    | 0     | 0     | 63    | 2        | .247  | .320     | .292     | .612  |
| 2004       | 日本ハム   | 90    | 230   | 204   | 27    | 59    | 4        | 1        | 1        | 68    | 11    | 10    | 3        | 8     | 1     | 17    | 1     | 0     | 39    | 4        | .289  | .342     | .333     | .676  |
| 2005       | 日本ハム   | 56    | 76    | 70    | 11    | 15    | 1        | 2        | 0        | 20    | 4     | 4     | 0        | 2     | 0     | 3     | 0     | 1     | 20    | 0        | .214  | .257     | .286     | .542  |
| 通算：10年 | 通算：10年 | 512   | 1448  | 1276  | 184   | 334   | 31       | 16       | 6        | 415   | 73    | 83    | 33       | 60    | 4     | 104   | 1     | 4     | 263   | 9        | .262  | .318     | .325     | .644  |

### 記録
- 初出場：1995年9月28日、対オリックス・ブルーウェーブ26回戦（グリーンスタジアム神戸）、8回裏に井出竜也に代わり中堅手として出場
- 初盗塁：1995年10月4日、対西武ライオンズ26回戦（西武ライオンズ球場）、7回表に二盗（投手：新谷博、捕手：伊東勤）
- 初安打：1996年8月17日、対近鉄バファローズ20回戦（香川県営野球場）、9回裏に久保康生から
- 初先発出場：1996年8月18日、対近鉄バファローズ21回戦（香川県営野球場）、1番・左翼手として先発出場
- 初本塁打・初打点：1996年9月8日、対福岡ダイエーホークス26回戦（東京ドーム）、2回裏に木村恵二から2ラン

### 背番号
- 37（1991年 - 2005年）